# Szreńsk

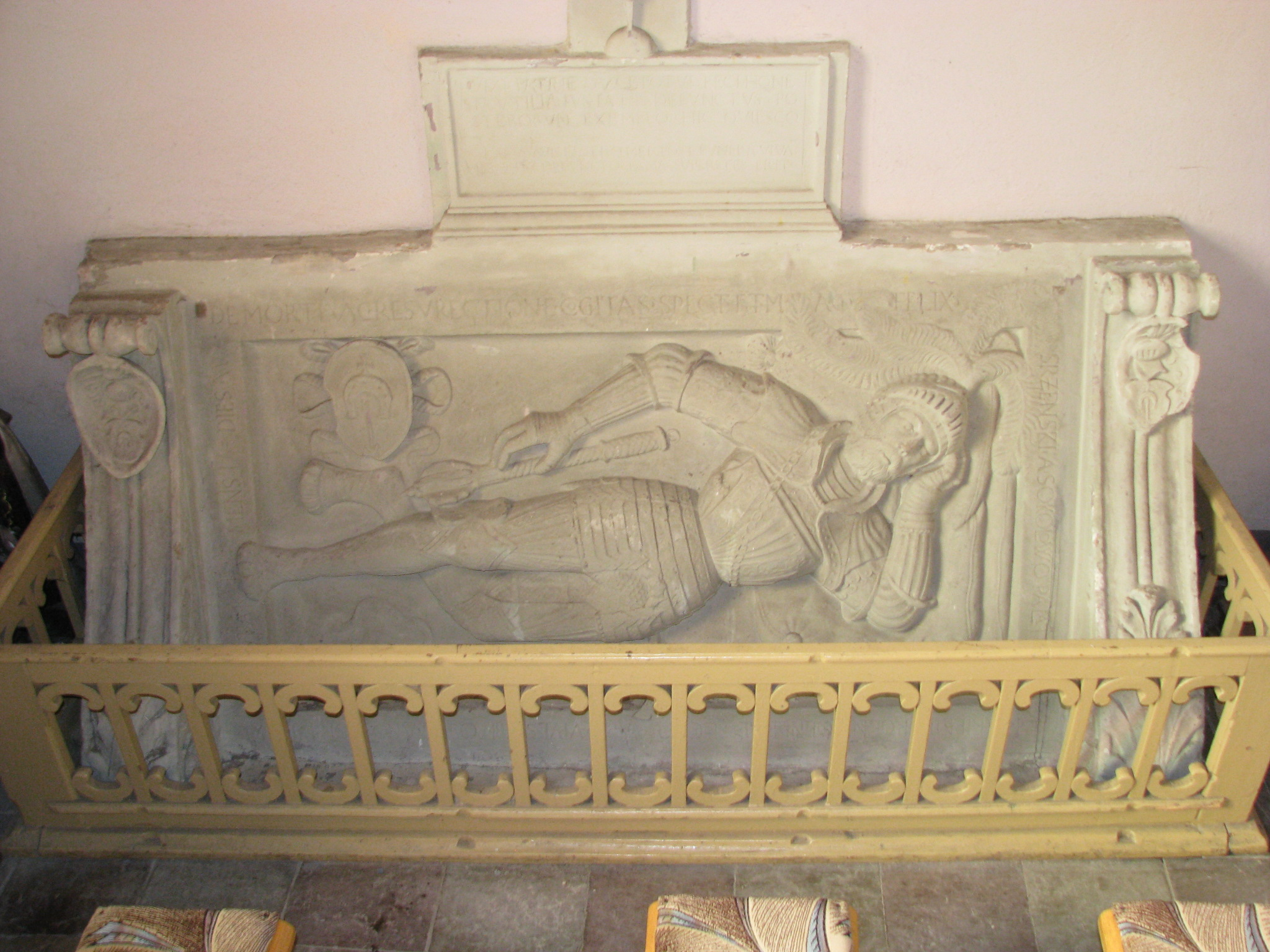
Nagrobek Feliksa Srzeńskiego

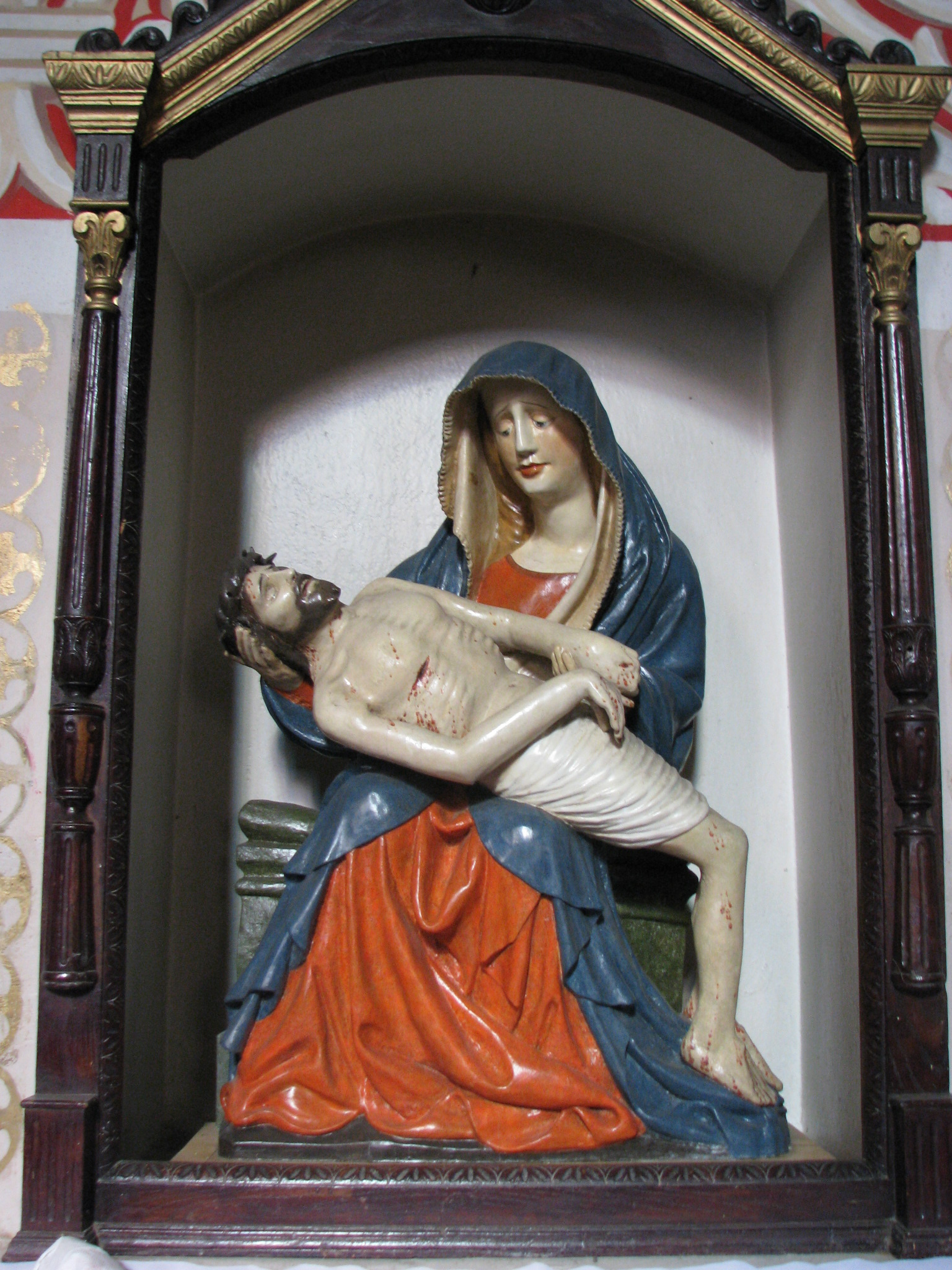
Pieta ze Szreńska

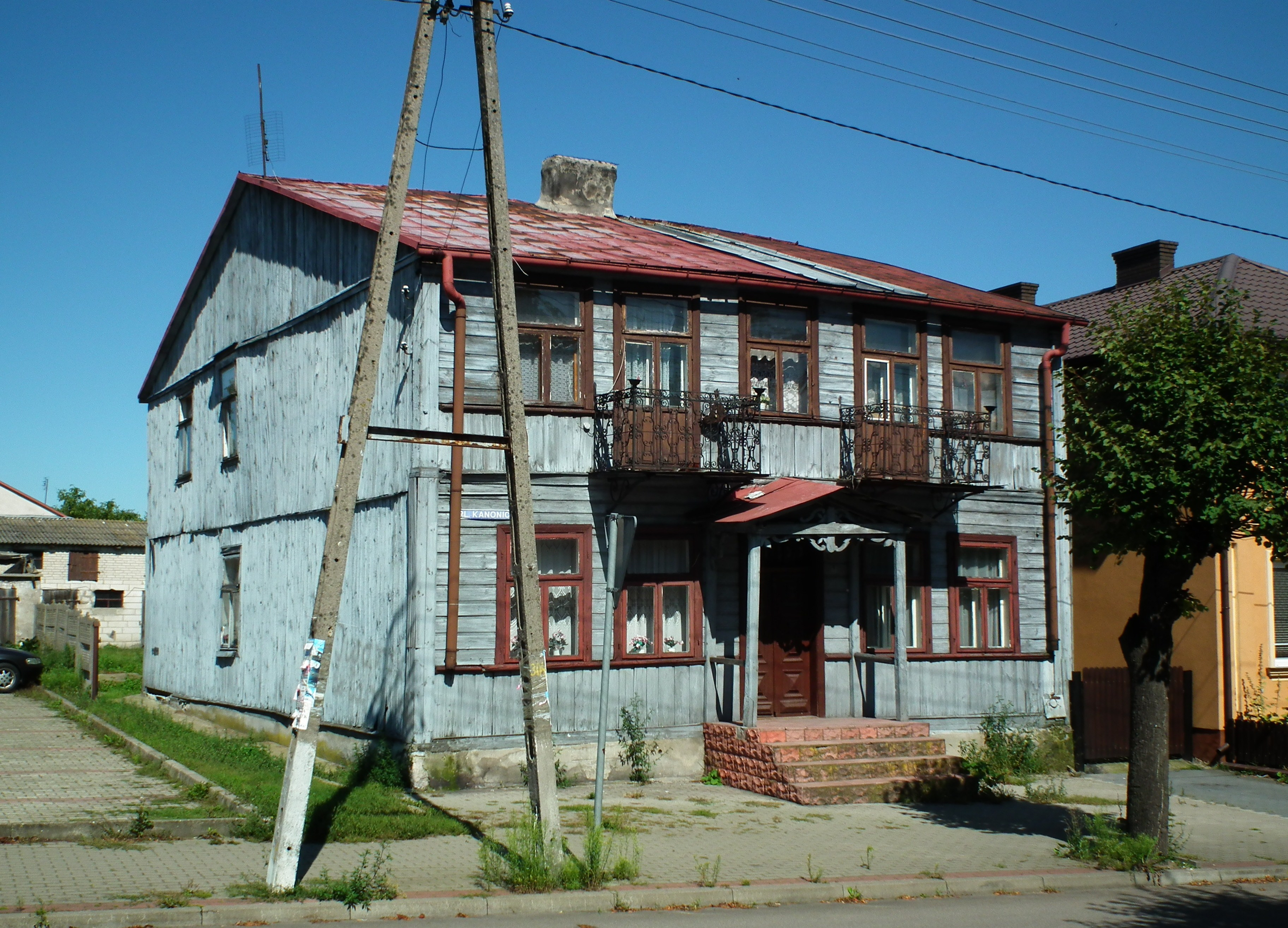
Stara zabudowa drewniana w centrum

Szreńsk – wieś sołecka w Polsce położona w województwie mazowieckim, w powiecie mławskim, w gminie Szreńsk. Leży na Mazowszu, nad rzeką Mławką. 
Siedziba gminy Szreńsk oraz rzymskokatolickiej parafii św. Wojciecha. Dawniej prywatne miasto szlacheckie lokowane w 1383 roku położone było w XVI wieku w województwie płockim, zdegradowane w 1869 roku. Do 1954 roku siedziba wiejskiej gminy Mostowo. W latach 1975–1998 miejscowość administracyjnie należała do województwa ciechanowskiego.
Szreńsk leży 20 km na pd.-za. od Mławy i ok. 100 km na pn.-za. od Warszawy. Jest stolicą historycznej krainy ziemi zawkrzeńskiej.

## Historia
Pierwsze ślady osadnictwa w Szreńsku pochodzą z przełomu IX i X wieku, w tym czasie w rozlewisku rzek Mławki i Szronki powstał gród otoczony wałami ziemno-kamiennymi. Prawdopodobnie gród powstał po przeniesieniu osadnictwa z lewego, położonego wyżej brzegu rzeki Mławki. Był to ośrodek dużego okręgu grodowego. Gród wielokrotnie był niszczony co było związane z jego lokalizacją na terenach granicznych z Prusami. W wieku XII, najprawdopodobniej za panowania Bolesława Krzywoustego, gród został powiększony, wzmocniony przez podwyższenie wałów a wokół niego wyrosła osada i w takim kształcie Szreńsk przetrwał następne 100 lat do najazdu Prusów, gdy został ponownie zniszczony. Odkryte w wyniku badań archeologicznych zabytki wskazują, że mieszkańcy grodu zajmowali się garncarstwem, kowalstwem, hodowlą bydła i rolnictwem. W wieku XIII Szreńsk został ponownie odbudowany. Po raz pierwszy w źródłach pisanych Szreńsk pojawia się w 1240 roku. Przywilej lokacyjny na prawie chełmińskim Szreńskowi nadał Siemowit IV w roku 1383 w Płońsku, w tym samym dokumencie potwierdza wcześniejsze nadanie Szreńska Stanisławowi Gradowi z Kowalewa, który zmienia nazwisko na Szreński i w rękach rodu Szreńskich pozostaje Szreńsk przez 170 lat. W pierwszej połowie XVI wieku Feliks Srzeński, ostatni z rodu, w miejscu dawnego grodziska wybudował okazały zamek obronny, z murami obwodowymi, czterema basztami, budynkiem mieszkalnym i budynkiem bramnym oraz kaplicą, przebudował kościół parafialny (1531 zakończenie budowy). Kościół bez większych zmian przetrwał do dzisiaj i stanowi perłę późnego gotyku północnego Mazowsza. W 1554 Szreńsk przeszedł na własność biskupa płockiego Andrzeja Noskowskiego. W 1656 miasto zajęli Szwedzi, a na zamku stacjonował szwedzki garnizon. Na około trzy tygodnie przed bitwą pod Warszawą do Szreńska przybył z wizytacją oddziałów Karol X Gustaw. W latach 1768–1771 zamek w Szreńsku wykorzystywali Konfederaci barscy pod dowództwem Józefa Sawy Calińskiego, który ranny w bitwie pod Szreńskiem 26 kwietnia 1771, dostał się do niewoli rosyjskiej. Po II rozbiorze Polski Szreńsk wszedł w skład Prus, a jego właścicielem został Karol Ludwik Erhard Knobloch, na którego polecenie zostały rozebrane gotyckie fortyfikacje zamku, a część mieszkalną przebudowano na klasycystyczną rezydencję, m.in. dobudowując jeden trakt od zachodu. Pałac przetrwał do pożaru w 1948 r., obecnie pozostaje w ruinie. W roku 1869 Szreńsk stracił prawa miejskie, a wniosek o ich przywrócenie został w 2020 odrzucony z uwagi na sprzeciw mieszkańców i rolniczy charakter miejscowości.

## Zabytki
- Kościół Niepokalanego Poczęcia Najświętszej Maryi Panny w Szreńsku – XVI-wieczny gotycki kościół z cegły gotyckiej z widocznym wzorem zendrówki, prezbiterium jest sklepione świetnie zachowanym sklepieniem gwiaździstym a kaplica Św. Anny kryształowym.
  - renesansowy nagrobek Feliksa Srzeńskiego wykonany z piaskowca prawdopodobnie w latach 1546-1548
  - drewniana gotycka rzeźba tzw. Pietà ze Szreńska wykonana w latach 1430-1440
  - wmurowany w prezbiterium portret trumienny nieznanego szlachcica.
- Mur ceglany otaczający kościół zbudowany w XVI w. Cechą charakterystyczną muru są nisze po jego wewnętrznej stronie.
- Dzwonnica drewniana z końca XVIII w.
- Kaplica cmentarna z drugiej połowy XIX w.
- W centrum Szreńska znajduje się skwerek, w którego środku leży duży kamień. Na nim wisi herb Szreńska. Na skwerze znajduje się również flaga Unii Europejskiej i flaga Polski.
- Tablica pamiątkowa na środku rynku w miejscu dawnego ratusza.
- Ruiny zamku (przebudowanego w pocz. XIX w. na rezydencję - pałac), oficyny dworskiej i park zamkowy. Pałac eksploatowany po 1945 r. jako szkoła, spłonął w 1948 r., nieodbudowany - pozostaje w ruinie

- Kościół parafialny pw. św. Wojciecha i NMP, XVI-XVIII, (nr rej.: A-118 z 23.03.1962[11])
  - Drewniana dzwonnica
- Kaplica cmentarna pw. św. Barbary, ul. Żuromińska, 1886 (nr rej.: A-1203 z 20.08.2013[11])
- Zespół zamkowy, XVI, XIX, (nr rej.: A-87 z 6.08.1959[11])
  - Zamek (ruina)
  - Wozownia (ruina)
  - Park
- Dom, Rynek, XVIII (nie zachowany), (nr rej.: 667/62 z 12.04.1962[11])
- Wiatrak koźlak, ul. Wiatraczna 12, XIX, (nr rej.: A-333 z 16.11.1998[11])